# Жуканов, Николай Антонович
Николай Антонович Жуканов (1922—1990) — советский лётчик штурмовой авиации в годы Великой Отечественной войны, Герой Советского Союза (18.08.1945). Подполковник.

## Биография
Николай Жуканов родился 1 января 1922 года в городе Славгороде (ныне — Алтайский край). С 1938 года проживал в Барнауле, окончил там среднюю школу и аэроклуб. В 1940 году Жуканов был призван на службу в Рабоче-крестьянскую Красную Армию. В 1941 году он окончил Молотовскую военную авиационную школу, в 1942 году — Новосибирскую военную авиационную школу пилотов, в 1944 году — Чкаловскую военную авиационную школу. 
С июня 1944 года младший лейтенант Жуканов — участник Великой Отечественной войны. Весь боевой путь прошёл командиром звена 783-го штурмового авиаполка на 1-м и 2-м Белорусском фронтах. Участвовал в освобождении Белорусской ССР, Польши, боях в Германии. Летал на штурмовике «Ил-2».
К маю 1945 года младший лейтенант Николай Жуканов командовал звеном 783-го штурмового авиаполка 199-й штурмовой авиадивизии 4-го штурмового авиакорпуса 4-й воздушной армии 2-го Белорусского фронта. К тому времени он совершил 90 боевых вылетов на штурмовку скоплений боевой техники и живой силы противника. В результате его действий было уничтожено около 220 солдат и офицеров противника, 11 танков и бронетранспортёров, 52 автомашины, 18 повозок, 3 артиллерийских батареи, 4 зенитных батареи, 14 вагонов и 2 паровоза, 3 склада, вызвано 14 очагов пожаров. Принял участие в 24 воздушных боях, лично сбив 2 самолёта противника.
Указом Президиума Верховного Совета СССР от 18 августа 1945 года за «образцовое выполнение боевых заданий командования на фронте борьбы с немецкими захватчиками и проявленные при этом отвагу и геройство» младший лейтенант Николай Жуканов был удостоен высокого звания Героя Советского Союза с вручением ордена Ленина и медали «Золотая Звезда» за номером 8205.
После окончания войны Жуканов продолжил службу в Советской Армии. В 1952 году он окончил Высшую офицерскую школу штурманов. Был старшим лётчиком-штурманом полка. В 1957 году в звании подполковника он был уволен в запас. Проживал в Барнауле, работал сначала в Алтайском краевом совете профсоюзов, затем директором детского оздоровительного лагеря «Спутник-2». Скончался 26 апреля 1990 года.
Похоронен на Власихинском кладбище Барнаула.
Был также награждён двумя орденами Красного Знамени, орденом Отечественной войны 1-й степени, двумя орденами Красной Звезды, рядом медалей.
Бюст Жуканова установлен в Славгороде.